# Pierre-Marc Bouchard
Pierre-Marc Bouchard (* 27. April 1984 in Sherbrooke, Québec) ist ein ehemaliger kanadischer Eishockeyspieler und -funktionär. Der Center absolvierte über 600 Spiele in der National Hockey League, einen Großteil davon für die Minnesota Wild, für die er von 2002 bis 2013 aktiv war. Nach zwei Jahren beim EV Zug in der Schweizer National League A beendete er seine aktive Karriere.
Sein jüngerer Bruder François sowie sein Cousin Pierre-Alexandre Parenteau sind ebenfalls professionelle Eishockeyspieler.

## Karriere
Pierre-Marc Bouchard begann seine Karriere als Eishockeyspieler bei den Saguenéens de Chicoutimi, für die er von 2000 bis 2002 in der Ligue de hockey junior majeur du Québec aktiv war. Nachdem er seine Rookiesaison, die Spielzeit 2000/01 als teamintern erfolgreichster Punktesammler beendet hatte und in der Folge mit mehreren Auszeichnungen – unter anderem der Coupe RDS für den besten Liganeuling – geehrt worden war, gelang es dem Mittelstürmer im darauffolgenden Spieljahr seine Offensivqualitäten merklich dominanter in Szene zu setzen. Die reguläre Saison 2001/02 beendete Bouchard mit einer Ausbeute von 140 Scorerpunkten, wofür er mit seinen 94 Torvorlagen den Grundstein gelegt hatte. Neben dem Scorertitel der LHJMQ gewann er als punktbester Spieler der gesamten Canadian Hockey League auch den CHL Top Scorer Award. Als Gewinner des Trophée Michel Brière für den wertvollsten Spieler seiner Liga setzte sich Bouchard anschließend auch gegen Dan Hamhuis aus der Western Hockey League und Brad Boyes aus Ontario Hockey League bei der Wahl zum CHL Player of the Year durch. Zudem wurde er von der LHJMQ mit dem Trophée Michael Bossy zum hoffnungsvollsten Talent der Liga für den anstehenden NHL Entry Draft gewählt.
Daraufhin wurde er im NHL Entry Draft 2002 in der ersten Runde als insgesamt achter Spieler von den Minnesota Wild ausgewählt, für die er in der Saison 2002/03 sein Debüt in der National Hockey League gab. Zwischen 2002 und 2013 spielte Bouchard durchgehend für die Mannschaft aus Minnesota. Einzig während des Lockouts in der Saison 2004/05 stand der Angreifer die gesamte Spielzeit lang für deren Farmteam, die Houston Aeros, in der American Hockey League auf dem Eis.
Im Juli 2013 unterzeichnete Bouchard einen Einjahresvertrag bei den New York Islanders, die ihn allerdings nach 28 Einsätzen auf dem Waiver platzierten und anschließend zu den Bridgeport Sound Tigers in die AHL schickten. Im Februar 2014 wurde er an die Chicago Blackhawks abgegeben.
Für die Saison 2014/15 unterschrieb Pierre-Marc Bouchard einen Einjahresvertrag beim EV Zug aus der Schweizer National League A. Im Dezember 2014 einigte sich Bouchard mit dem Verein auf eine Vertragsverlängerung bis Ende der Saison 2016/17. In der Saison 2015/16 wurde er von den Mannschaftskapitanen und Trainern der NLA-Clubs zum besten Spieler der Hauptrunde („Qualifikation“) gewählt, nachdem er die Liga in Vorlagen (55) und Scorerpunkten (67) angeführt hatte.
Nach der Saison 2015/16 beendete Bouchard seine aktive Karriere und gab dabei gesundheitliche Probleme, insbesondere in Hinblick auf die Gefahr vor weiteren Gehirnerschütterungen, als Begründung an. Zwischen 2012 und 2014 war er als Präsident der Saguenéens de Chicoutimi in der LHJMQ tätig.

### International
Für Kanada nahm Bouchard an der U18-Junioren-Weltmeisterschaft 2002 und der U20-Junioren-Weltmeisterschaft 2003 teil. Die U18-Junioren-Weltmeisterschaft 2002 beendete der Angreifer mit zwölf Punkten in acht Begegnungen als bester Scorer der kanadischen Auswahl, blieb jedoch ohne Medaillengewinn. Ein Jahr später, bei der U20-Junioren-Weltmeisterschaft 2003, gewann Bouchard mit den Ahornblättern die Silbermedaille.

## Erfolge und Auszeichnungen
| - 2000 QAAA First All-Star Team - 2001 Coupe RDS - 2001 Trophée Michel Bergeron - 2001 LHJMQ First All-Star Team - 2002 CHL Top Prospects Game - 2002 LHJMQ First All-Star Team - 2002 CHL First All-Star Team - 2002 CHL Top Scorer Award | - 2002 CHL Player of the Year - 2002 Trophée Jean Béliveau - 2002 Offensiver LHJMQ-Spieler des Jahres - 2002 Trophée Michael Bossy - 2002 Trophée Michel Brière - 2004 Teilnahme am NHL YoungStars Game - 2016 Bester Spieler der NLA-Hauptrunde - 2016 PostFinance Top Scorer |

### International
- 2003 Silbermedaille bei der U20-Junioren-Weltmeisterschaft

## Karrierestatistik

### International
Vertrat Kanada bei:
- World U-17 Hockey Challenge 2000
- U18-Junioren-Weltmeisterschaft 2002
- U20-Junioren-Weltmeisterschaft 2003

(Legende zur Spielerstatistik: Sp oder GP = absolvierte Spiele; T oder G = erzielte Tore; V oder A = erzielte Assists; Pkt oder Pts = erzielte Scorerpunkte; SM oder PIM = erhaltene Strafminuten; +/− = Plus/Minus-Bilanz; PP = erzielte Überzahltore; SH = erzielte Unterzahltore; GW = erzielte Siegtore; 1 Play-downs/Relegation; Kursiv: Statistik nicht vollständig)